# Robyn Miller

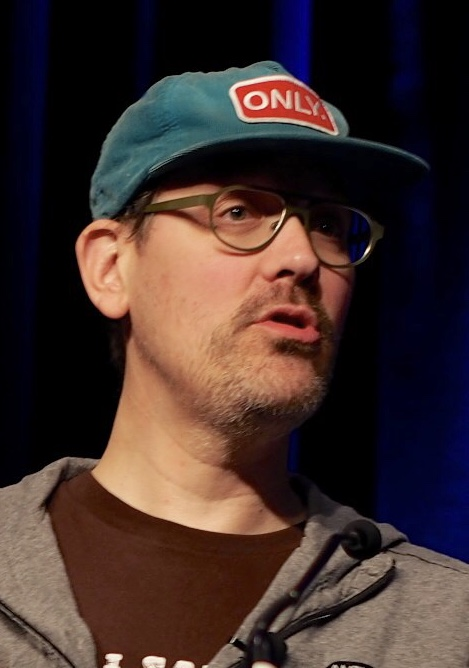
Robyn Miller, 2013

Robyn Charles Miller (* 6. August 1966 in Dallas, Texas, Vereinigte Staaten) ist zusammen mit seinem Bruder Rand Miller Mitbegründer der Computerspielefirma Cyan Worlds.

## Leben
Nach der Veröffentlichung verschiedener Kinder-Adventurespiele hatten die beiden in den 1990er Jahren großen Erfolg mit dem Adventurespiel Myst.
Nach der Veröffentlichung von Riven, dem Nachfolger von Myst, verließ Miller die Firma Cyan, um sich anderen Projekten, die nichts mit Computerspielen zu tun hatten, zuzuwenden. Zu diesem Zweck gründete er die Firma Land of Point.
Miller komponierte auch die Soundtracks zu den beiden Spielen Myst und Riven.

## Diskografie
Als Komponist:
- Myst: The Soundtrack (1995)
- Riven: The Soundtrack (1998)
- The Immortal Augustus Gladstone (2013)
- Obduction Soundtrack (2016)

Als Mitglied der Band Ambo:
- 1,000 Years and 1 Day (2005)

## Filmografie
Als Regisseur:
- The Immortal Augustus Gladstone (2013)